# Eva Celbová
Eva Celbová-Ryšavá (Náchod,8 de março de 1975) é uma jogadora de vôlei de praia checa.

## Carreira
Formou dupla com Soňa Nováková na conquista da medalha de bronze na edição do Campeonato Mundial de Vôlei de Praia de 2001,em Klagenfurt, Áustria.
Ela competiu em duas edições dos Jogos Olímpicos de Verão em 2000 e 2004, Sydney e Atenas, respectivamente, quando representou  seu país ao lado de Soňa Nováková quando finalizaram na nona posição em ambas.
Conquistou ao lado de Soňa Nováková cinco medalhas em Circuito Europeu de Vôlei de Praia, sendo duas de ouro , a primeira obtida na cidade de Pescara, Itália e em 1998 na cidade de Rodes, Grécia e tres medalhas de bronze, a primeira na edição de 1997 na cidade de Riccione,Itália,  em 1999 na cidade de Palma de Mallorca Espanha,   e no ano de 2002, na Basileia, Suíça